# Bryan Cranston

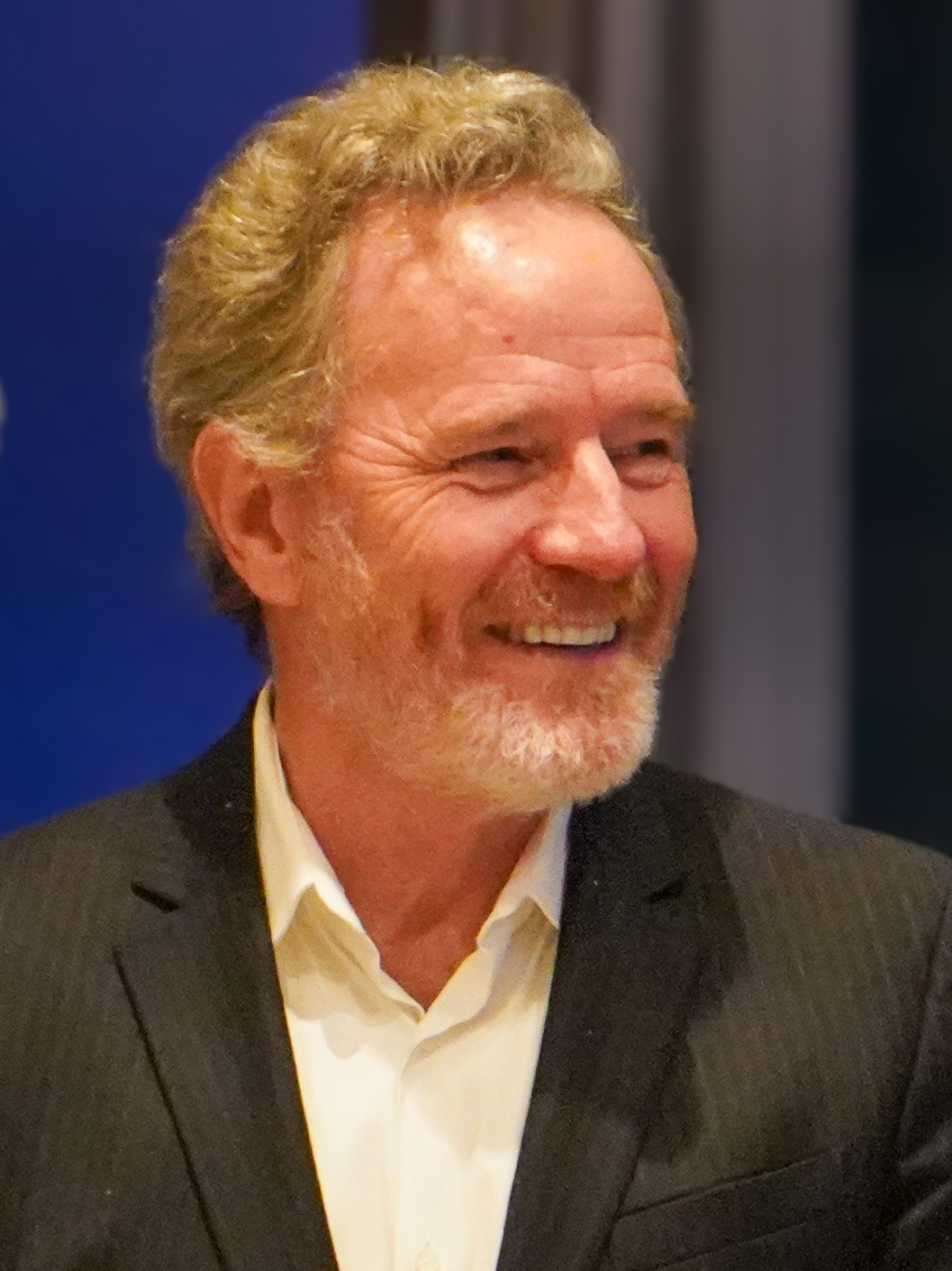
Bryan Cranston (2023)

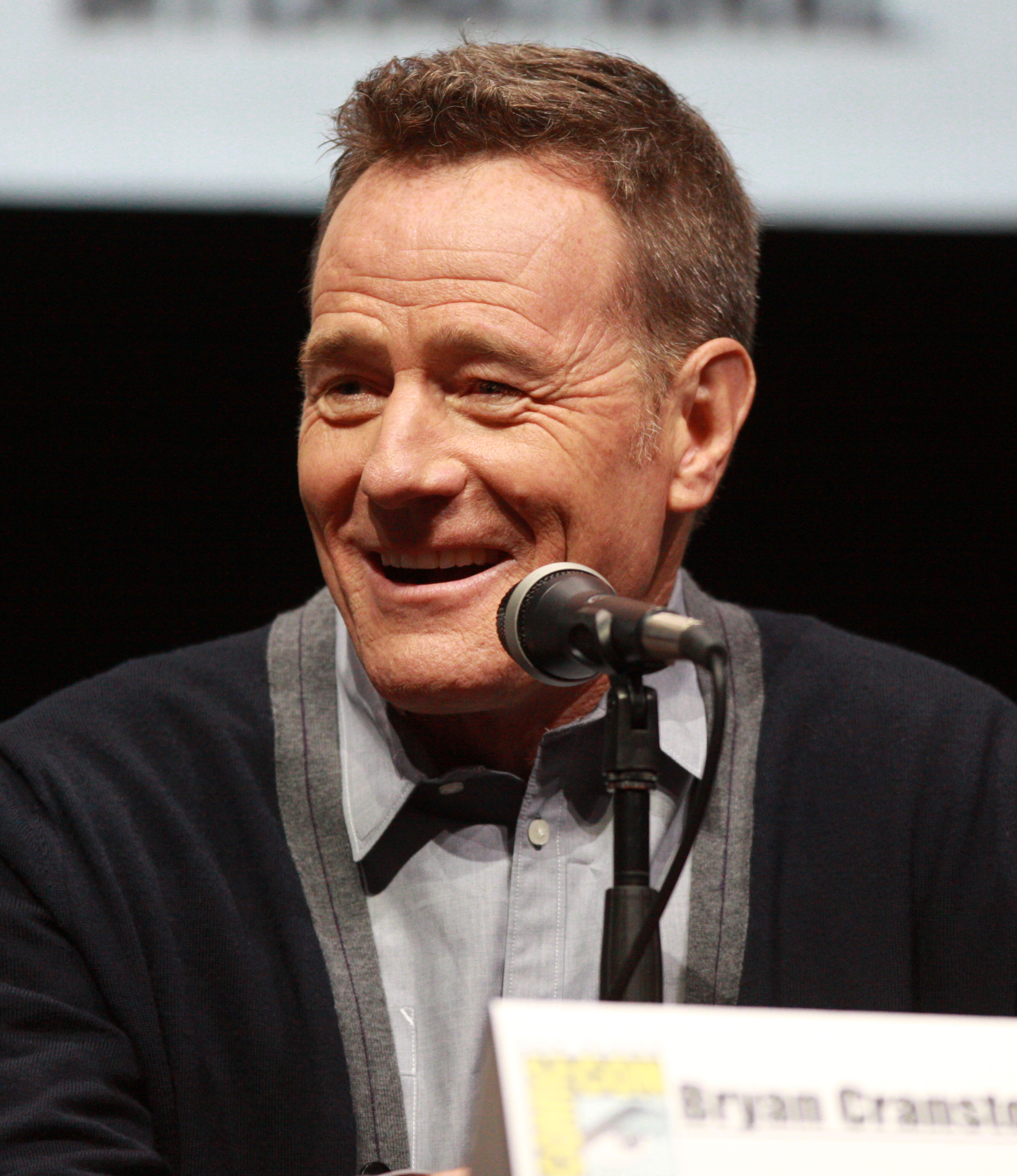
Cranston auf der Comic-Con (2013)

Bryan Lee Cranston (* 7. März 1956 in Los Angeles, Kalifornien) ist ein US-amerikanischer Schauspieler, Filmregisseur, Synchronsprecher und Drehbuchautor. Er wurde durch seine Rollen als Hal in Malcolm mittendrin (2000–2006) und als Walter White in Breaking Bad (2008–2013) zu einem international bekannten Charakterdarsteller. Er ist mehrfacher Emmy-, zweifacher Tony- und einmaliger Golden-Globe-Preisträger und wurde für seine Titelrolle in Trumbo für einen Oscar nominiert.

## Leben
Bryan Lee Cranston ist das Zweite von drei Kindern des Schauspielers, Produzenten und ehemaligen Amateurboxers Joseph Cranston und der Radioschauspielerin Annalisa „Peggy“, geborene Sell.
Mit Anfang 20 begann er als  Schauspieler zu arbeiten. Bis zu seinen ersten Erfolgen im Jahr 2000 spielte er  Nebenrollen in Fernsehserien. Im Jahr 2000 wirkte er als Darsteller in dem Film Der Makler und 2006 in der preisgekrönten Tragikomödie Little Miss Sunshine mit. Außerdem erschien er in zahlreichen Gastrollen bei Fernsehserien, unter anderem in King of Queens, Babylon 5, Sabrina – Total Verhext!, Akte X – Die unheimlichen Fälle des FBI, How I Met Your Mother, Seinfeld und Viper. Zu einer größeren Bekanntheit führte schließlich sein Mitwirken in der Serie Malcolm mittendrin, in der er zwischen 2000 und 2006 als Teil der Hauptbesetzung in 151 Folgen mitwirkte.
Von 2008 bis 2013 spielte Cranston die Hauptrolle der mehrfach ausgezeichneten Serie Breaking Bad. In dieser stellt er einen unscheinbaren, an Lungenkrebs im Endstadium erkrankten Chemielehrer dar, der Crystal Meth herzustellen und zu verkaufen beginnt, um seine Familie finanziell abzusichern, und so immer tiefer in das organisierte Verbrechen gerät. Für diese Rolle gewann Cranston 2008, 2009, 2010 und 2014 jeweils einen Emmy sowie 2014 einen Golden Globe Award in der Kategorie Bester Hauptdarsteller in einer Drama-Serie.
2008 spielte er in Gefallene Engel 3 die Rolle des Luzifer und drehte 2010 mit Julia Roberts und Tom Hanks den Film Larry Crowne. Er stand 2012 gemeinsam neben Colin Farrell und Kate Beckinsale in dem von Len Wiseman inszenierten Remake von Total Recall vor der Kamera. Im selben Jahr spielte er in Ben Afflecks Oscar-preisgekröntem Thriller Argo eine der Hauptrollen. 2014 war er in der Neuverfilmung Godzilla zu sehen.
Als Theaterschauspieler feierte Cranston im Februar 2014 sein Broadway-Debüt als Hauptdarsteller in Robert Schenkkans Politdrama All the Way. Dort verkörpert er den US-Präsidenten Lyndon B. Johnson in dessen ersten elf Monaten seiner Präsidentschaft. Für seine schauspielerische Leistung erhielt er im Juni desselben Jahres den Tony Award als Bester Hauptdarsteller in einem Theaterstück.
Gemeinsam mit David Shore kreierte er die Serie Sneaky Pete, deren erste Staffel Anfang 2017 auf Amazon Video veröffentlicht wurde.

## Deutsche Synchronstimme
Obwohl Cranston in Malcolm mittendrin von Bodo Wolf synchronisiert wurde, wird seit Breaking Bad oftmals Joachim Tennstedt als deutsche Stimme eingesetzt.

## Privates
Von 1977 bis zur Scheidung im Jahr 1982 war er mit der Autorin Mickey Middleton verheiratet. 1989 heiratete er die Schauspielerin Robin Dearden, ihre gemeinsame Tochter ist die Schauspielerin Taylor Dearden Cranston.

## Filmografie

### Spielfilme
- 1980: Meine Träume sind bunt (To Race the Wind)
- 1987: Die Rückkehr der Roboter (The Return of the Six-Million-Dollar Man and the Bionic Woman)
- 1987: Amazonen auf dem Mond oder Warum die Amis den Kanal voll haben (Amazon Women on the Moon)
- 1989: Steven – Die Entführung (I Know My First Name Is Steven)
- 1990: Corporate Affairs
- 1991: Dead Space – Galaxis des Grauens (Dead Space)
- 1991: Crash – Trip in den Tod (Dead Silence)
- 1993: Bin ich eine Mörderin? (The Disappearance of Nora)
- 1993: Prophet des Bösen (Prophet of Evil: The Ervil LeBaron Story)
- 1994: Let’s Talk About Sex (Erotique)
- 1994: Blackout – Ein Detektiv sucht sich selbst (Clean Slate)
- 1994: The Companion
- 1994: Days Like This
- 1995: Extreme Blue
- 1995: Kissing Miranda
- 1996: Rockford: Russisches Roulette (The Rockford Files: Punishment and Crime)
- 1996: That Thing You Do!
- 1997: In einsamer Mission (Strategic Command)
- 1997: Time Under Fire
- 1998: Der Soldat James Ryan (Saving Private Ryan)
- 2000: The Big Thing
- 2000: Der Makler (Terror Tract)
- 2001: Wenn der Weihnachtsmann persönlich kommt (Twas the Night)
- 2003: Ein Cousin zum Knutschen (National Lampoon’s Thanksgiving Family Reunion)
- 2004: Seeing Other People
- 2004: Illusion
- 2006: Intellectual Property
- 2006: Little Miss Sunshine
- 2007: Hard Four
- 2008: The Hollywood Quad
- 2008: Gefallene Engel 3 (Fallen 3: The Destiny)
- 2010: Love Ranch
- 2011: Contagion
- 2011: Der Mandant (The Lincoln Lawyer)
- 2011: Larry Crowne
- 2011: Detachment
- 2011: Drive
- 2012: John Carter – Zwischen zwei Welten (John Carter)
- 2012: Rock of Ages
- 2012: Total Recall
- 2012: Argo
- 2012: Red Tails
- 2013: Cold Comes the Night
- 2013: Writer’s Block (Kurzfilm)
- 2014: Godzilla
- 2015: Trumbo
- 2016: Der lange Weg (All the Way, Fernsehfilm)
- 2016: Get a Job
- 2016: Stürmische Ernte – In Dubious Battle (In Dubious Battle)
- 2016: The Infiltrator
- 2016: Why Him?
- 2016: Wakefield – Dein Leben ohne dich (Wakefield)
- 2017: The Disaster Artist
- 2017: Power Rangers
- 2017: Mein Bester & Ich (The Upside)
- 2017: Last Flag Flying
- 2019: El Camino: Ein „Breaking Bad“-Film (El Camino: A Breaking Bad Movie)
- 2020: Der einzig wahre Ivan (The One and Only Ivan)
- 2022: Jerry und Marge – Die Lottoprofis (Jerry & Marge Go Large)
- 2023: Asteroid City
- 2024: Argylle
- 2025: Der phönizische Meisterstreich (The Phoenician Scheme)
- 2025: Everything’s Going to Be Great

### Fernsehserien
- 1982: CHiPs (Episode 6x09 Rückkehr zur Todespforte)
- 1986: Fackeln im Sturm (North and South, Book II, Episode 2x06 Mein bester Freund)
- 1986: Airwolf (Episode 3x17 Geiselnahme auf der Queen Mary)
- 1986–1996: Mord ist ihr Hobby (Murder, She Wrote, 3 Episoden)
- 1987, 1991: Matlock (2 Episoden)
- 1989: Baywatch – Die Rettungsschwimmer von Malibu (Baywatch, Episode 1x09 Schiffbruch)
- 1991: Flash – Der Rote Blitz (The Flash, Episode 1x15 Baby in Not)
- 1994: Viper (Episode 1x09 Der Prototyp)
- 1994: Walker, Texas Ranger (Episode 1x18 Entführt!)
- 1994–1997: Seinfeld (5 Episoden)
- 1996, 1998: Diagnose: Mord (Diagnosis Murder, 2 Episoden)
- 1997: Babylon 5 (Episode 4x05 Tyrannenmord)
- 1997: Sabrina – Total Verhext! (Sabrina, the Teenage Witch, Episode 1x24 Die Schöne und der Zwerg)
- 1998: Akte X – Die unheimlichen Fälle des FBI (The X-Files, Episode 6x02 Die Fahrt)
- 1998: From the Earth to the Moon (2 Episoden)
- 1999: Hinterm Mond gleich links (3rd Rock from the Sun, Episode 4x14)
- 1999: Pretender (The Pretender, Episode 3x16 Hart auf Sendung)
- 1999–2001: King of Queens (The King of Queens, 4 Episoden)
- 2000–2006: Malcolm mittendrin (Malcolm in the Middle, 151 Episoden)
- 2006–2007, 2013: How I Met Your Mother (3 Episoden)
- 2008–2013: Breaking Bad (62 Episoden)
- 2017: Lass es, Larry! (Curb Your Enthusiasm, Episode 9x04 Running with the Bulls)
- 2015–2017: Sneaky Pete (10 Episoden)
- 2017: Philip K. Dick’s Electric Dreams (Episode 1x06 Menschlich ist …)
- 2020–2023: Your Honor (20 Episoden)
- 2022: Better Call Saul (2 Episoden)

### Synchronarbeiten
- 1987: Ramayana: The Legend of Prince Rama (Animationsfilm, als Ram)
- 1992: Wings of Honneamise (Royal Space Force: The Wings of Honnêamise, als Matti Tohn)
- 1993: Power Rangers (Fernsehserie, 2 Episoden, Sprechrolle)
- 1994: Street Fighter II – The Animated Movie (Anime, als Fei Long)
- 1994: Macross Plus (Anime, als Isama Alva Dyson)
- 1997: Armitage III (Anime, als Eddie Barrows)
- 2003: Lilo & Stitch (Lilo & Stitch: The Series, Fernsehserie, Episode 1x25 Echte Freunde, als Mr. Jameson)
- 2005–2010: American Dad (Fernsehserie, 2 Episoden, als Bill Publisherman und Mr. Winthrop)
- 2006: Family Guy (Fernsehserie, 3 Episoden, als Hal und Dr. Jewish)
- 2010–2011: Glenn Martin, DDS (Fernsehserie, eine Episode, als Drake Stone)
- 2011: Batman: Year One (als James Gordon)
- 2012: Madagascar 3: Flucht durch Europa (Madagascar 3: Europe’s Most Wanted, Stimme für Vitaly)
- 2012–2013: Die Simpsons (Fernsehserie, 2 Episoden, als Walter White und Stradivarius Cain)
- 2012–2013: The Cleveland Show (Fernsehserie, 9 Episoden, verschiedene Rollen)
- 2016: Kung Fu Panda 3 (Stimme für Li Shan)
- 2018: Isle of Dogs – Ataris Reise (Isle of Dogs, als Chief)
- 2024: Kung Fu Panda 4

### Regie
- 2000–2003: Malcolm mittendrin (Malcolm in the Middle, 7 Episoden)
- 2006: Big Day (eine Episode)
- 2009–2013: Breaking Bad (3 Episoden)
- 2012: The Office (eine Episode)
- 2012–2013: Modern Family (2 Episoden)
- 2021: Your Honor (1 Episode)

### Drehbuch
- 2015: Sneaky Pete (eine Episode)

## Auszeichnungen und Nominierungen

### Oscars
- 2016: Nominierung als Bester Hauptdarsteller für Trumbo

### Emmys
- 2002: Nominierung für Malcolm mittendrin [Bester Nebendarsteller in einer Comedy-Serie]
- 2003: Nominierung für Malcolm mittendrin [Bester Nebendarsteller in einer Comedy-Serie]
- 2006: Nominierung für Malcolm mittendrin [Bester Nebendarsteller in einer Comedy-Serie]
- 2008: Auszeichnung für Breaking Bad [Bester Hauptdarsteller in einer Drama-Serie]
- 2009: Auszeichnung für Breaking Bad [Bester Hauptdarsteller in einer Drama-Serie]
- 2010: Auszeichnung für Breaking Bad [Bester Hauptdarsteller in einer Drama-Serie]
- 2012: Nominierung für Breaking Bad [Bester Hauptdarsteller in einer Drama-Serie]
- 2012: Nominierung für Breaking Bad [Produzent „Beste Drama-Serie“]
- 2013: Nominierung für Breaking Bad [Bester Hauptdarsteller in einer Drama-Serie]
- 2013: Auszeichnung für Breaking Bad [Produzent „Beste Drama-Serie“]
- 2014: Auszeichnung für Breaking Bad [Bester Hauptdarsteller in einer Drama-Serie]
- 2014: Auszeichnung für Breaking Bad [Produzent „Beste Drama-Serie“]
- 2016: Nominierung für All the Way [Bester Hauptdarsteller in einer Miniserie oder Fernsehfilm]
- 2016: Nominierung für All the Way [Produzent „Beste Miniserie oder Fernsehfilm“]

### Golden Globe Awards
- 2003: Nominierung für Malcolm mittendrin
- 2011: Nominierung für Breaking Bad
- 2013: Nominierung für Breaking Bad
- 2014: Auszeichnung für Breaking Bad
- 2016: Nominierung für Trumbo
- 2017: Nominierung für All the Way
- 2021: Nominierung für Your Honor

### British Academy Film Awards
- 2016: Nominierung als Bester Hauptdarsteller für Trumbo

### Saturn Awards
- 2012: Auszeichnung als bester TV-Hauptdarsteller für Breaking Bad
- 2013: Auszeichnung als bester TV-Hauptdarsteller für Breaking Bad

### Screen Actors Guild Awards
- 2013: Auszeichnung als bester Darsteller in einer Dramaserie für Breaking Bad und als das beste Schauspielerensemble für Argo
- 2014: Auszeichnung als bester Darsteller in einer Dramaserie für Breaking Bad
- 2017: Auszeichnung als bester Darsteller in einem Fernsehfilm oder Miniserie für Der lange Weg (All the Way)

### Critics’ Choice Television Awards
- 2012: Auszeichnung als bester Hauptdarsteller in einer Dramaserie für Breaking Bad
- 2013: Auszeichnung als bester Hauptdarsteller in einer Dramaserie für Breaking Bad
- 2014: Nominierung als bester Hauptdarsteller in einer Dramaserie für Breaking Bad

### Tony Award
- 2014: Auszeichnung als Bester Hauptdarsteller für All The Way
- 2019: Auszeichnung als Bester Hauptdarsteller für Network

### Andere Auszeichnungen
- Juli 2013: Stern auf dem Hollywood Walk of Fame
- 2017: CineMerit Award